# Glenn Ford
Gwyllyn Samuel Newton „Glenn“ Ford (1. května 1916 Sainte-Christine, Portneuf, Québec, Kanada – 30. srpna 2006 Beverly Hills, Spojené státy americké) byl kanadsko-americký herec hollywoodské zlaté éry. Jeho herecká kariéra trvala téměř 70 let.

## Život
V dětství se s rodinou přestěhoval do města Santa Monica v Kalifornii a v roce 1939 získal občanství Spojených států amerických.

## Herecká kariéra
Proslul zejména svými rolemi kovbojů a obyčejných mužů v nezvyklých situacích.
Nejprve hrál v divadle. Jeho první významná filmová role byla přišla v roce 1939 ve filmu Heaven with a Barbed Wire Fence. K jeho nejznámějším filmům patří Gilda (1946) a The Big Heat (1953).